# Список альбомов и синглов № 1 в Нидерландах 2011 года

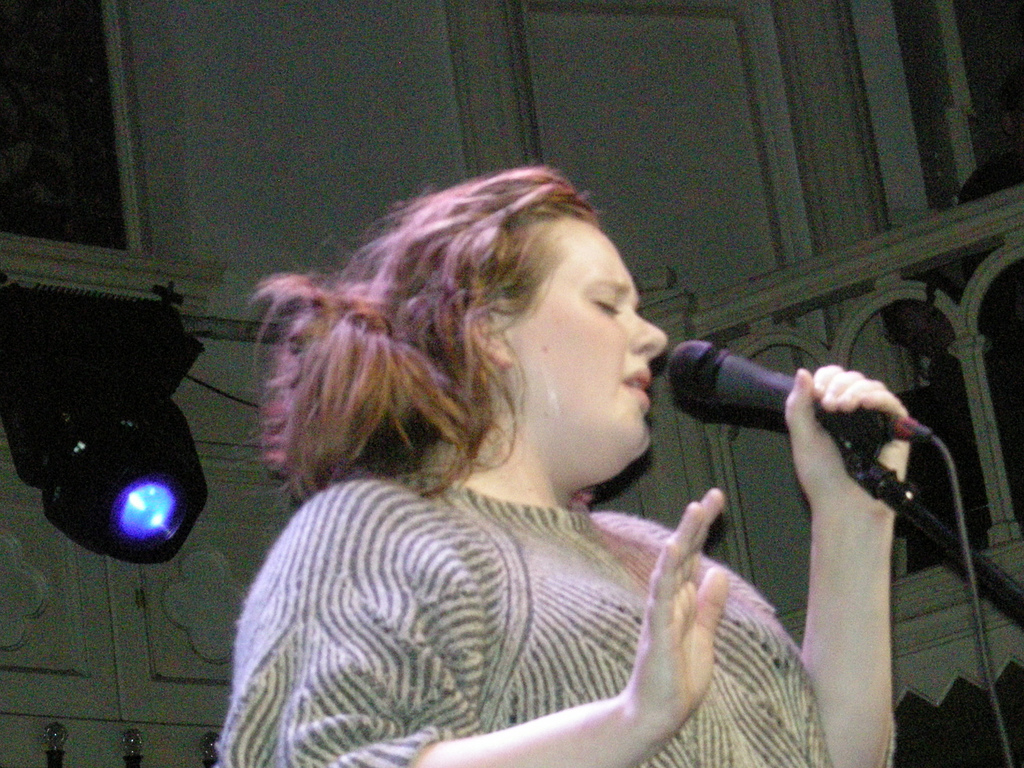
Британская певица Адель — рекордсмен в нидерландском хит-параде 2011 года

Список включает в себя музыкальные альбомы и синглы, занимавшие в 2011 году соответственно первое место в хит-парадах Mega Album Top 100 и Nederlandse Top 40. Абсолютным лидером в этом году стала пластинка британской певицы Адели «21». По данным на август, она провела на вершине нидерландского чарта 24 недели, а все прочие диски не могли удержать лидерство дольше одной недели.

## Альбомы
| №  | Исполнитель            | Альбом                                     | КН |
| -- | ---------------------- | ------------------------------------------ | -- |
| 1  | Каро Эмеральд          | Deleted Scenes from the Cutting Room Floor | 1  |
| 2  | Los Angeles the Voices | Los Angeles                                | 1  |
| 3  | Марко Борсато          | Dromen durven delen                        | 1  |
| 4  | Бруно Марс             | Doo-Wops & Hooligans                       | 1  |
| 5  | Адель                  | 21                                         | 24 |
| 6  | Bløf                   | Alles blijft anders                        | 1  |
| 7  | Ben Saunders           | You Thought You Knew Me By Now             | 1  |
| 8  | Guus Meeuwis           | Armen open                                 | 1  |
| 9  | Анаук                  | To Get Her Together                        | 1  |
| 10 | Эми Уайнхаус           | Back to Black                              | 1  |

## Синглы

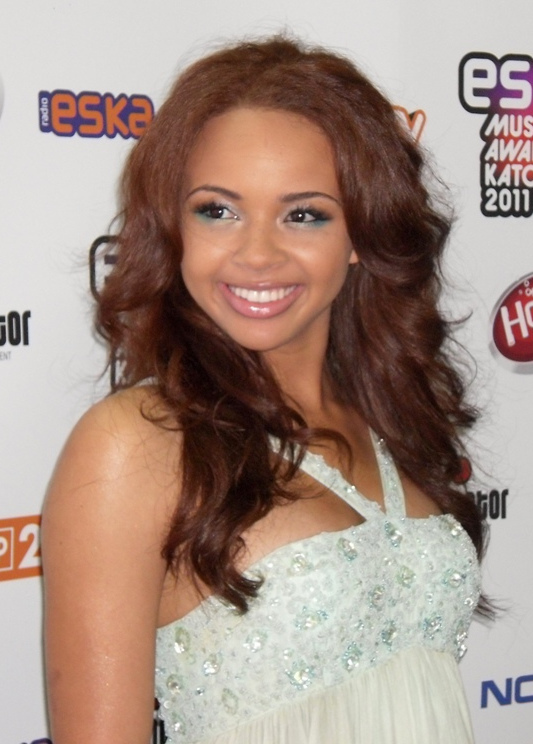
Американская певица Алексис Джордан с синглом «Happiness» удерживала вершину чарта 10 недель

| № | Исполнитель                             | Сингл                  | КН |
| - | --------------------------------------- | ---------------------- | -- |
| 1 | Мартин Сольвейг и Dragonette            | «Hello»                | 4  |
| 2 | Адель                                   | «Rolling in the Deep»  | 7  |
| 3 | Леди Гага                               | «Born This Way»        | 2  |
| 4 | Адель                                   | «Set Fire to the Rain» | 1  |
| 5 | Алексис Джордан                         | «Happiness»            | 10 |
| 6 | Pitbull при уч. Ne-Yo, Afrojack и Nayer | «Give Me Everything»   | 2  |
| 7 | Сак Ноэль                               | «Loca People»          | 4  |
| 8 | Lucenzo при уч. Дона Омара              | «Danza kuduro»         | 3  |